# شمال غرب الصليبخات
منطقة شمال غرب الصليبخات هي منطقة من مناطق محافظة العاصمة. و تقع على حسب اسمها، وهو اسم مؤقت حتى يتم اخيار لها اسم جديد، وهي من المناطق حديثة النشأة، وهي غرب مدينة الكويت، حيث تبعد 20 كيلو وتبلغ مساحتها 243 هكتارًا (2.5 كم2) و تنقسم إلى ثلاث قطع ويبلغ عدد الوحدات السكنية فيها 1736 وحدة سكنية وتشمل البيوت حكومية جاهزة عدد 396 بيت وقسائم حكومية فلل عدد 1030 و مساحة الوحدة البيت والقسائم 400 م2 و شقق 1030 و مساحة الشقة 385 م2 و تحتوي المنطقة على 10 مدارس بجميع المراحل الدراسية و 7 مساجد ومركز ضاحية رئيسي ومجمع حكومي وعدد 4 مجموعة محلات ومركز صحي وفرع غاز. يقع موقعها على بحر جون الكويت، يحدها من الشمال مدينة الكويت الترفيهية و من الشرق بحر جون الكويت ومن الجنوب شارع جمال عبد الناصر في منطقة الدوحة و من الغرب طريق الدوحة في مدينة جابر الأحمد.